# Coptacra formosana
Coptacra formosana är en insektsart som beskrevs av Tinkham 1940. Coptacra formosana ingår i släktet Coptacra och familjen gräshoppor. Inga underarter finns listade i Catalogue of Life.